# George Drew
Pour les articles homonymes, voir Drew.
George Alexander Drew (né le 7 mai 1894, mort le 4 janvier 1973) est un homme politique canadien. Il a été le 14e premier ministre de l'Ontario de 1943 à 1948. Son mandat inaugura une présence au pouvoir du Parti progressiste-conservateur de l'Ontario pendant 42 ans dans cette province. Il a été le chef du Parti progressiste-conservateur du Canada de 1948 à 1956. Il était franc-maçon .

## Biographie
George Drew fréquentait Upper Canada College, et par la suite est diplômé à l'Université de Toronto où il était membre de l'association étudiante Delta Kappa Epsilon. Il a étudié le droit à Osgoode Hall. Pendant la Première guerre mondiale, il devint lieutenant-colonel du 11e Brigade et plus tard colonel honoraire du 11e Régiment d'artillerie. Il a été admis au barreau en 1920. Il a épousé Fiorenza Johnson, la fille de chanteur d'opéra Edward Johnson. En 1966, il s'est remarié avec Phyllis McCullagh, la veuve de George McCullagh, l'ancien éditeur de The Globe and Mail et The Toronto Telegram.

## Titres honorifiques

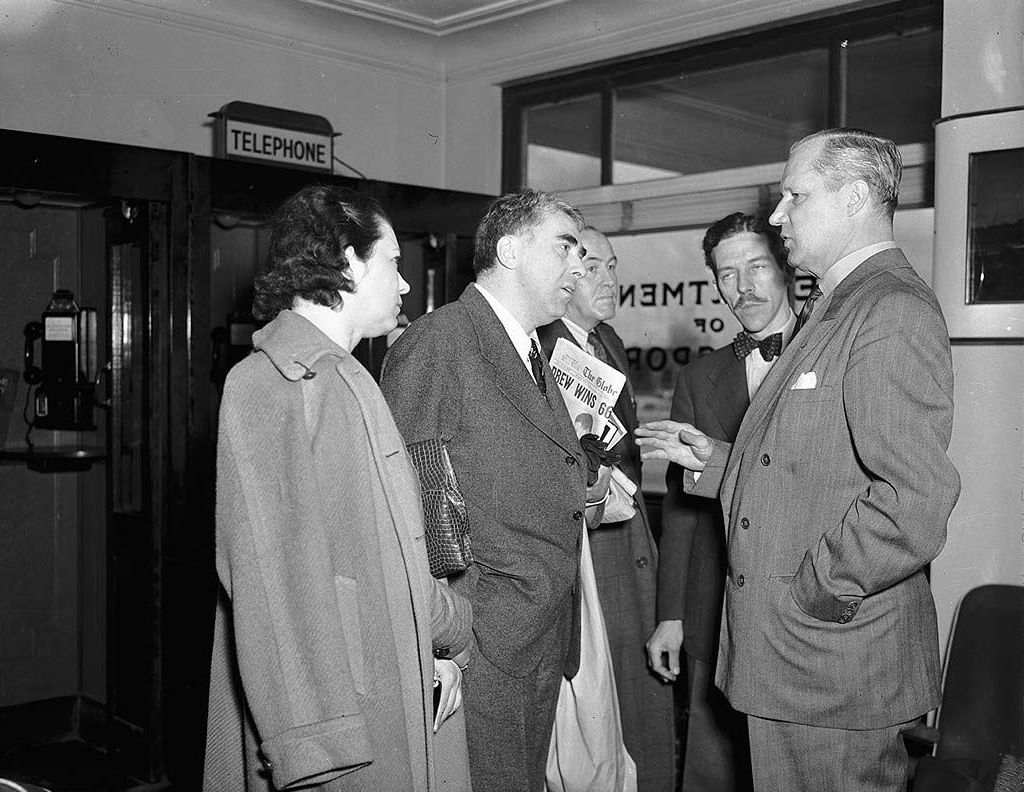
George Drew (à droite) dans les bureaux de lOntario Department of Transportation le lendemain de sa victoire à l'élection de son parti.

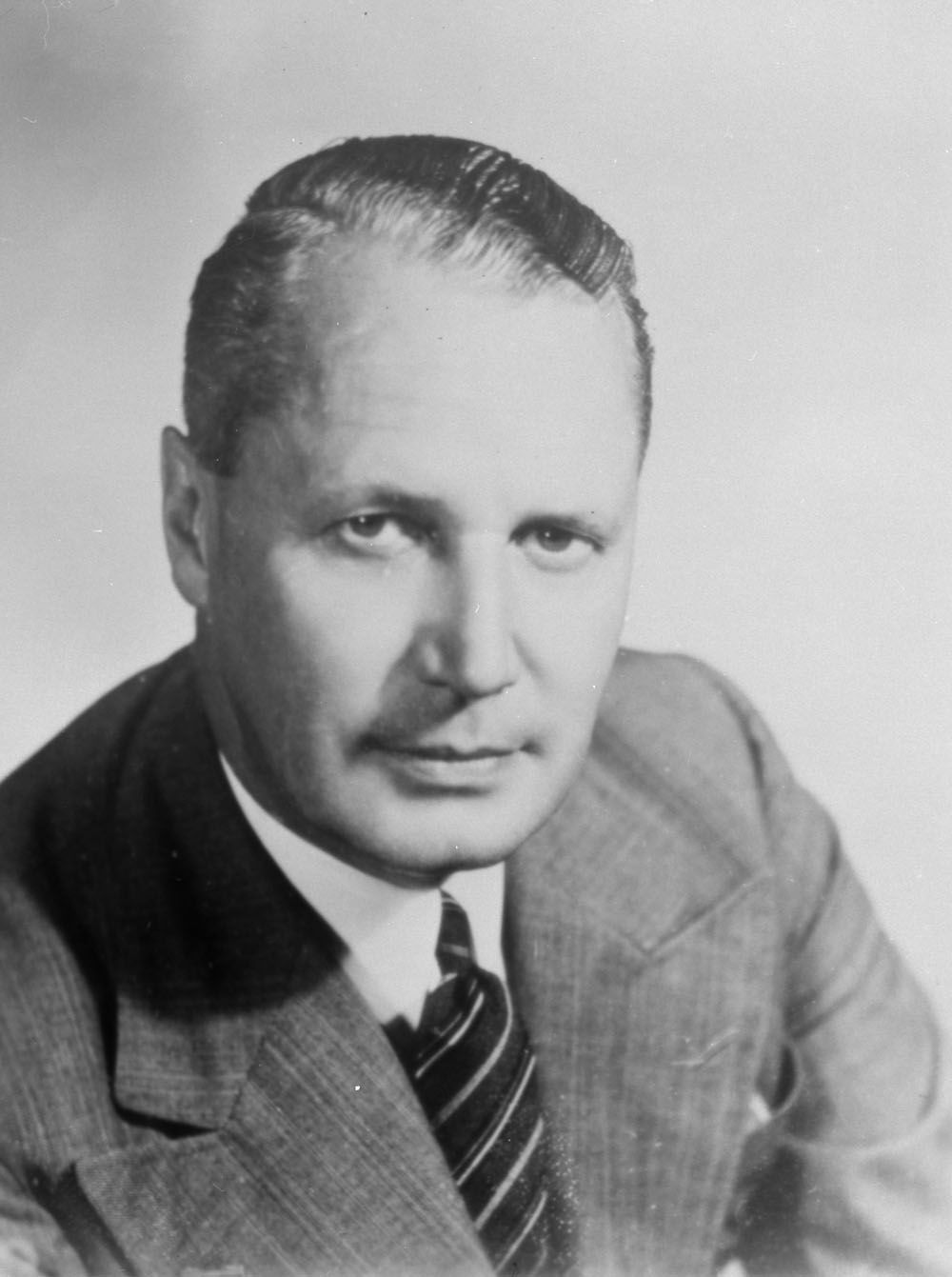
George Drew en 1939

C.P., C.C.

## Archives
Les archives de George Drew sont conservés à Bibliothèque et Archives Canada et aux Archives de l'Ontario.